# THE TIME,
《THE TIME,》는 일본의 TBS(JNN 가맹국) 계열을 통해 2021년 10월 1일부터 아침 시간대 정보 프로그램이며, 방송하고 있다.

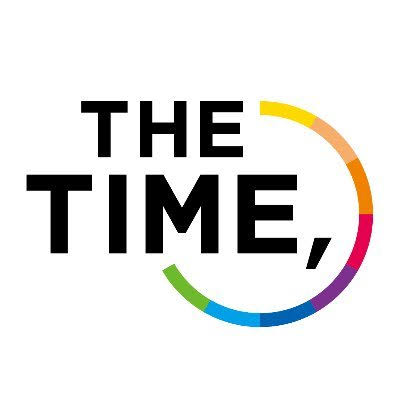
THE TIME, 로고

## 개요
2014년 4월부터 7년 반 동안 방송된 『아사짱!』의 후속 프로그램으로, 해당 프로그램의 방송 시간대(오전 6시8시)와 관련 프로그램이었던 『하야도키!』의 후반 시간대(오전 5시 20분6시)에 편성되었다. 『줌인!!SUPER』가 중계 기획을 점차 축소·폐지함에 따라, 『아사짱!』을 비롯한 민영방송사들의 평일 아침 전국 네트워크 생방송에서는 오랫동안 시도되지 않았던 각 지역 네트워크 방송국의 릴레이 생중계 기획인 「일본의 아침이 보인다! 열도 리얼타임 중계」 등을 다시 도입했다.
프로그램의 콘셉트이자 캐치프레이즈는 「일본의 아침이 보인다」이다. 프로그램 제목 끝의 쉼표(「,」)는 "아침의 소중한 시간이 계속된다", "시청자와 함께 'A, B, and C'를 만든다"는 의미를 담고 있다. 프로그램명에는 TBS 그룹이 2020년 봄부터 설정한 브랜드 약속(기업이 고객에게 하는 약속)인 「최고의 '시간'으로, 내일의 세상을 만든다」는 메시지도 반영되어 있다.
월요일~목요일의 종합 MC는 아즈미 신이치로(TBS 아나운서), 금요일 MC는 배우 겸 가부키 배우인 카가와 테루유키가 맡았다. 아즈미가 평일 시간대 프로그램의 MC를 맡는 것은, 평일 오후에 방송된 와이드쇼 『저스트』가 2005년 3월에 종료된 이후 16년 만이다. 정보 프로그램의 정규 MC 경험이 없는 카가와를 금요일 MC로 기용한 이유는, 그가 『삿딴코 칸칸』에 자주 게스트로 출연해온 점과, 2020년 11월부터 TBS 계열 전체에서 수시로 진행되고 있는 SDGs 홍보 캠페인 「지구를 웃게 하는 Week」 대사로 활동하는 등, TBS와 깊은 인연을 맺어왔기 때문이다. 또한 아즈미가 2021년 9월 종료된 『삿딴코 칸칸』과 『도쿄 VICTORY』 외의 프로그램(토요일 녹화 방송인 『나카이 마사히로의 금요일의 스마일들에게』 및 주말 생방송 『신・정보7days 뉴스캐스터』, 『아즈미 신이치로의 일요천국』)은 계속 진행하게 되었기 때문이다.
아즈미와 카가와를 보조하는 진행자로는 스기야마 신야, 에토 아이, 우가진 메구(모두 TBS 아나운서)가 참여한다. 스기야마는 『THE TIME'』 평일 MC도 겸임하고 있으며, 에토는 목·금요일만 『THE TIME,』 진행을 맡는 동시에 월~수요일에는 『히루오비!』에도 출연 중이다.
『THE TIME'』을 포함하여, 주로 수도권에서 독자 취재를 담당하는 「THE TIME, 뉴스팀」도 조직되었다. 『아사짱!』의 월·화요일과 『하야도키!』의 목요일에서 서브 캐스터로 활동했던 시노하라 리나(TBS 아나운서)는 「뉴스팀」의 일원으로 평일마다 간토 지방에서 생중계 리포트를 맡고 있다. 유식자, 전문가, TBS 보도국 관계자, 프로 스포츠 선수 출신 등으로 구성된 코멘테이터는 VTR 출연 위주로 비정기적으로 참여한다. 한편, 웨더맵의 협력을 받아, 총 17명의 기상예보사가 프로듀서, 현역 대학생, 기상캐스터 출신 등 다양한 경력으로 프로그램에 참여하고 있다.
『아사짱!』까지는 이즈미 방송제작 등 여러 제작사가 협력했으나, 이 프로그램은 TBS 스파클(구 TBS 비전, TBS 영화사 – 아즈미가 진행하는 『신・정보7days 뉴스캐스터』도 참여하는 제작사)이 주로 제작에 협력하고 있다.

## 방송 일정
- THE TIME' : 매주 월요일에서 금요일까지 새벽 4시 30분부터 5시 20분까지 방송한다.
- THE TIME, : 매주 월요일에서 금요일까지 아침 5시 20분부터 8시까지 방송한다.

## 메인 캐스터
- 아즈미 신이치로 (총괄) - 월~목요일
- 스기야마 신야

## 마스코트
오목눈이 캐릭터인 반다이 제공받은 시마에나가짱(シマエナガちゃん)의 맡았다.

## 동시간별 방송 프로그램
- NHK 뉴스 오하요 일본 (NHK)
- ZIP! (니혼TV)
- 메자마시 TV (후지TV)
- 굿!모닝 (TV아사히)